# Zuid-Limburgse Stoomtrein Maatschappij
Le "Zuid-Limburgse Stoomtrein Maatschappij - ZLSM" (en français : La Compagnie des Trains à vapeur du Sud du Limbourg) est un chemin de fer touristique néerlandais situé dans le Limbourg néerlandais près de Maastricht (et des frontières avec la Belgique et l'Allemagne).
Le réseau est composé de trois lignes, sur lesquelles circulent des trains à vapeur et des autorails diesel historiques (sur un total de 26 km) :
- La ligne entre Simpelveld - Schin op Geul & Valkenburg (la section entre Schin op Geul et Valkenburg n'est plus accessible actuellement à la suite des restrictions d'accès au réseau ferré néerlandais).
- La ligne entre Simpelveld & Kerkrade (un projet existe pour la prolonger jusqu'à Heerlen).
- La ligne entre Simpelveld & Vetschau (en Allemagne).

## Origines du réseau
La ligne Simpelveld – Kerkrade fait partie de l'ancienne Miljoenenlijn, dont la construction débuta en 1925 pour le transport du charbon extrait dans la région. Ce n'est qu'en 1949, soit 15 ans après son achèvement, que la Miljoenenlijn fut également utilisée pour le transport de voyageurs. Elle fut électrifiée en 1986 entre Heerlen et Kerkrade, avec comme conséquence la fermeture du tronçon Kerkrade – Simpelveld en 1988.
Les lignes Simpelveld – Vetschau et Simpelveld – Schin op Geul – Valkenburg font partie de l’ancienne ligne internationale d’Aix-la-Chapelle (Aachen) à Maastricht, ouverte en 1853 et toujours en service entre Schin op Geul et Maastricht. Le tronçon entre Schin op Geul et Vetschau fut fermé en 1992.
Les premières circulations touristiques du "ZLSM" ont eu lieu au printemps 1995.

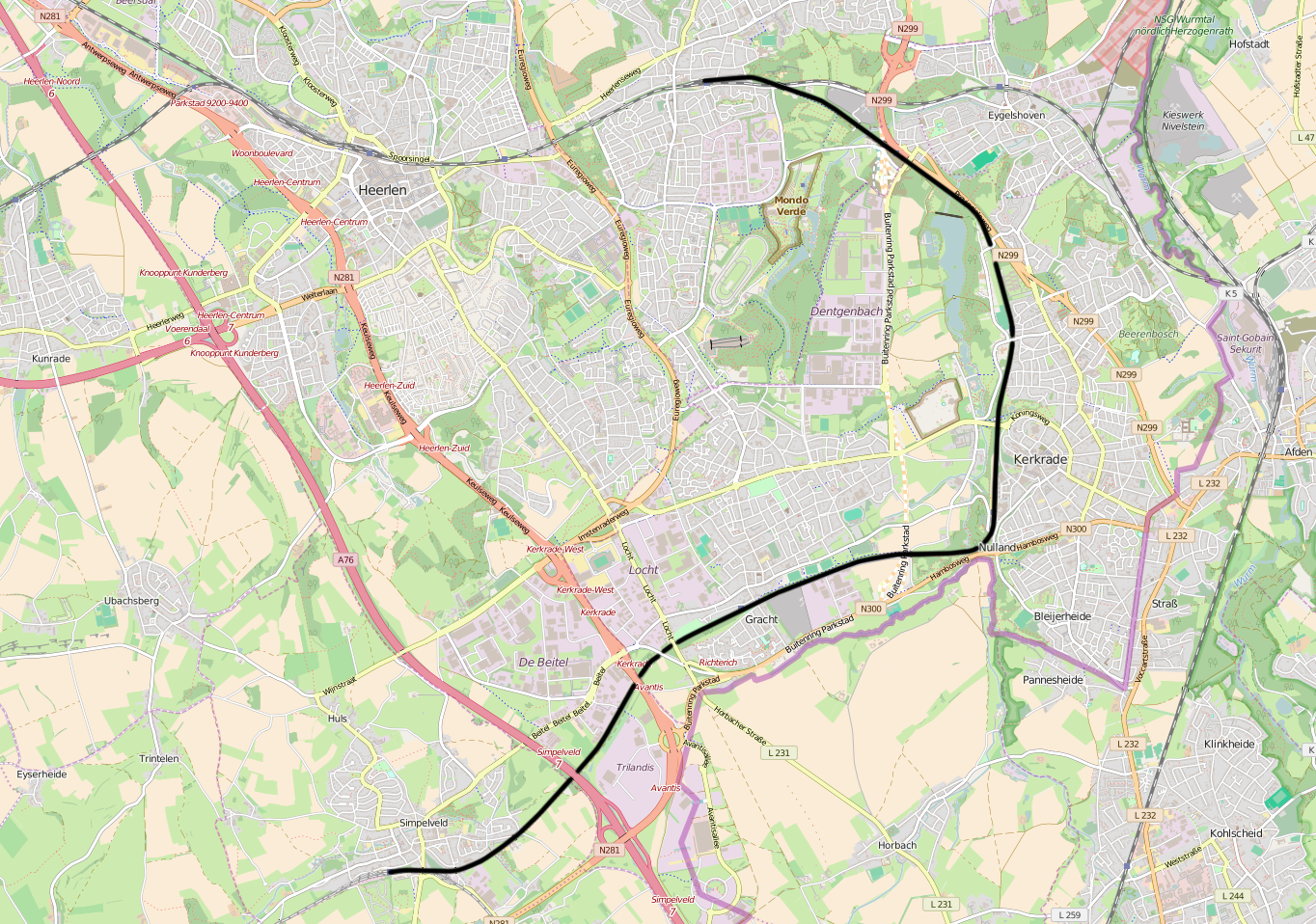
Carte de la Miljoenenlijn
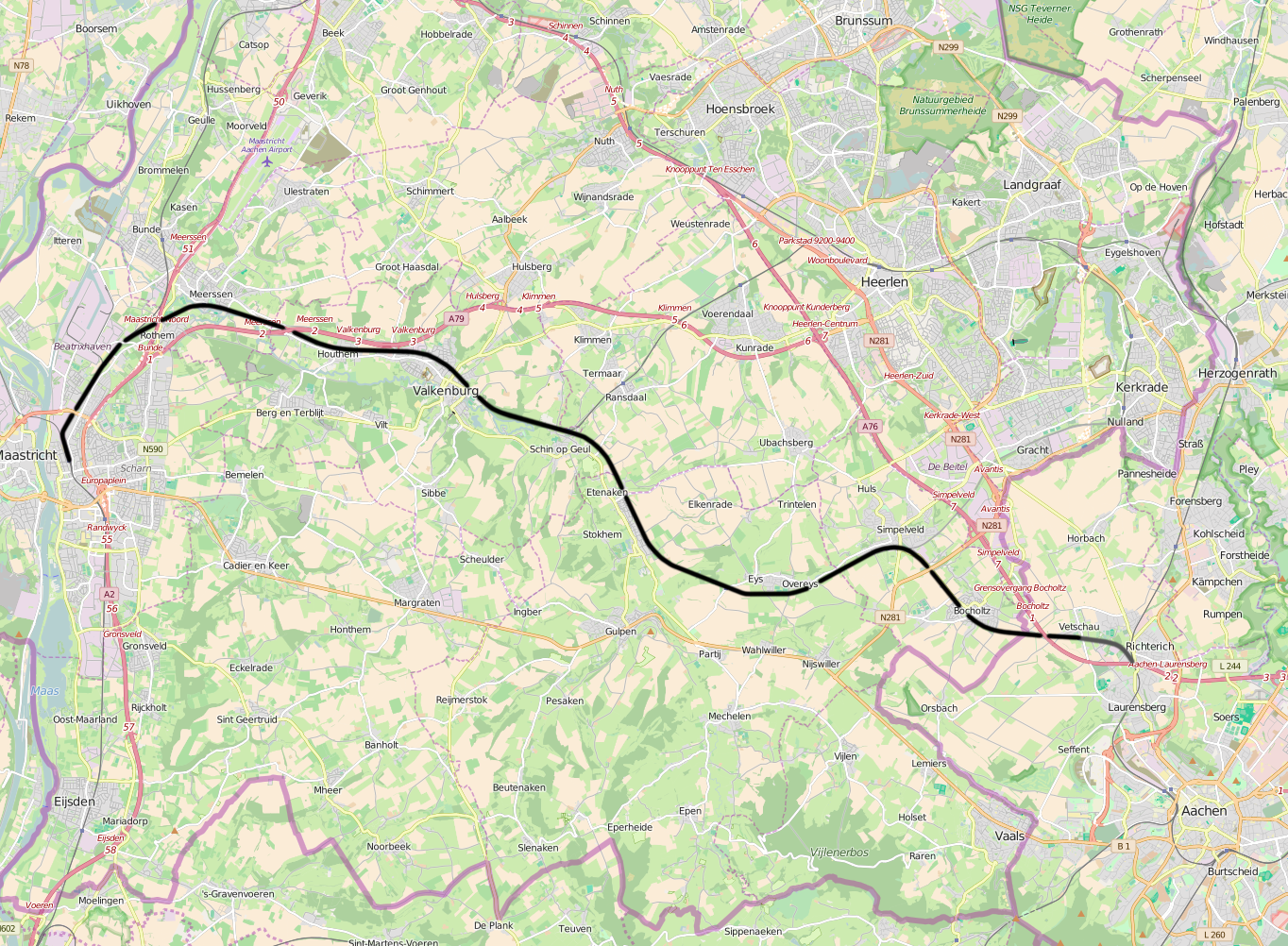
Carte de la ligne internationale d'Aix-la-Chapelle à Maastricht.

## Les circulations
Le train touristique circule tous les week-ends entre les mois d'avril et décembre en autorail et en train à vapeur.

## Les événements
Le "ZLSM" organise des événements tout au long de l'année (journées à thèmes).
Voici la liste complète :
- Le "Stoomtreindagen" (Journées du Train à Vapeur - Festival).
- Le "Dieseldagen" (Journées du Train Diesel - Festival).
- Le "Week-end at War" (Week-end à la Guerre) : Cet événement à lieu début juillet (cet événement n'est plus organisé depuis 2022 en raison de la guerre en Ukraine).
- Le "Zomeravond Express" (Soirée d'été Express) : Cet événement à lieu les samedis et certains mercredi de la mi-juillet à la mi-août.
- Le "Seinwezendag" (Journée de la Signalisation) : Cet événement à lieu début septembre.
- Le "Sinterklaasritten" (Promenade avec Saint-Nicolas) : Cet événement à lieu fin novembre.
- Le "Kerst Express" (Noël Express) : Cet événement à lieu tous les week-ends entre début décembre et début janvier.

## Les collections
Les listes suivantesne sont pas exhaustives et devront être complétées ou actualisées au fil du temps (dernière actualisation en novembre 2024) :

### Locomotives à vapeur
| Photo | Matricule                 | Constructeur et date                                       | État actuel                                            | Origine et informations techniques |
| ----- | ------------------------- | ---------------------------------------------------------- | ------------------------------------------------------ | --- |
|       | E2-1040                   | Nydgvist & Holm, no 939 (1910)                             | Opérationnelle                                         | - 1910-1946 : Statens Järnvägar (SJ), E no 1040 - 1946-1998 : Statens Järnvägar (SJ), E2 no 1040 - 1998-20?? : Zuid-Limburgse Stoomtrein Maatschappij (ZLSM). - 17 m, 90 t, vitesse maximum : 70 km/h. - Timbre chaudière : 00 kg/cm². - Capacité de la soute à charbon (Tender) : 00 t. - Capacité de la soute à eau (Tender) : 00 000 L (00,0 m3). - En service entre 2010 et 2023. |
|       | E-1090                    | Nydgvist & Holm, no 966 (1911)                             | Hors service                                           | - 1911-1994 : Statens Järnvägar (SJ), E no 1090 - 1994-20?? : Zuid-Limburgse Stoomtrein Maatschappij (ZLSM). - 17 m, 50 t, vitesse maximum : 65 km/h. - Timbre chaudière : 00 kg/cm². - Capacité de la soute à charbon (Tender) : 00 t. - Capacité de la soute à eau (Tender) : 00 000 L (00,0 m3). |
|       | B-1220                    | Nydgvist & Holm, no 1036 (1914)                            | Hors service                                           | - 1914-1992 : Statens Järnvägar (SJ), B no 1220 - 1994-20?? : Zuid-Limburgse Stoomtrein Maatschappij (ZLSM). - 20 m, 115 t, vitesse maximum : 90 km/h. - Timbre chaudière : 00 kg/cm². - Capacité de la soute à charbon (Tender) : 00 t. - Capacité de la soute à eau (Tender) : 00 000 L (00,0 m3). |
|       | B-1289                    | Nydgvist & Holm, no 1096 (1916)                            | Hors service                                           | - 1916-1992 : Statens Järnvägar (SJ), B no 1289 - 1992-20?? : Zuid-Limburgse Stoomtrein Maatschappij (ZLSM). - 20 m, 115 t, vitesse maximum : 90 km/h. - Timbre chaudière : 00 kg/cm². - Capacité de la soute à charbon (Tender) : 00 t. - Capacité de la soute à eau (Tender) : 00 000 L (00,0 m3). |
|       | 8826                      | Hunslet, no 3164 (1944)                                    | Hors service (en attente d'une restauration complète). | - 1944-1945 : War Department, WD no 75115 - 1945-1953 : NS, no 8826 - 1953-1962 : Steenkolenmijn Julia, Julia V - 1962-1975 : Laura & Vereeniging, LV 14 - 1976-1998 : Van Raak (Tilburg), no 8826 - 1998-20?? : Zuid-Limburgse Stoomtrein Maatschappij (ZLSM). - 9 m, 49 t, vitesse maximum : 50 km/h. - Timbre chaudière : 00 kg/cm². - Capacité de la soute à charbon : 2 t. - Capacité de la soute à eau : 5 500 L (5,5, m3). |
|       | BR 50.3666                | Anglo-Franco-Belge (no 2567) no 50.2145 (1943)             | Hors service (en attente d'une restauration complète). | - 1941-1991 : Deutsche Reichsbahn, no 50.2145 - 1992-2006 : Vennbahn, no 50.3666 - 2006-2023 : Veluwsche Stoomtrein Maatschappij, no 50.0073-2 - 2023-20?? : Zuid-Limburgse Stoomtrein Maatschappij (ZLSM), no 50.3666 - 22 m, 146 t, vitesse maximum : 80 km/h. - Timbre chaudière : 00 kg/cm². - Capacité de la soute à charbon (Tender) : 00 t. - Capacité de la soute à eau (Tender) : 26 000 L (26 m3). |
|       | BR 52.532 dite "Eureka"   | Berliner Maschinenbau-Actien-Gesellschaft, no 13099 (1943) | Hors service (en cours de restauration complète).      | - 1943-1945 : Deutsche Reichsbahn, no 52.532 - 1945-1962 : Ministrvo Putej Schrobchenia, TE-532. - 1962-1966 : Deutsche Reichsbahn, no 52.532 - 1966-1970 : Deutsche Reichsbahn, no 52.8160 - 1970-1991 : Deutsche Reichsbahn, no 52.8160-5 - 1992-1994 : Deutsche Reichsbahn/Deutsche Bahn AG, no 052.160-9 - 1994-2015 : Veluwsche Stoomtrein Maatschappij, no 52.532 - 2015-20?? : Zuid-Limburgse Stoomtrein Maatschappij (ZLSM), no 52.532 - 20 m, 136 t, vitesse maximum : 80 km/h. - Timbre chaudière : 00 kg/cm². - Capacité de la soute à charbon (Tender) : 8 t. - Capacité de la soute à eau (Tender) : 13 000 L (13 m3). |
|       | RWTH IFS no 3 dite "Anna" | Krauss-Maffei, no 7899 (1921)                              | Opérationnelle                                         | - 1921-19?? : ?? - Cette locomotive a été donnée par "l'Usines Chimique Uetikon" située à Aix-la-Chapelle (Allemagne). - 19??-20?? : Zuid-Limburgse Stoomtrein Maatschappij (ZLSM). - 7,6 m, 20 t, vitesse maximum : 35 km/h. - Timbre chaudière : 00 kg/cm². - Capacité de la soute à charbon : 000 kg. - Capacité de la soute à eau : 0 000 L (0,0 m3). |

### Locomotives et locotracteurs diesel
| Photo | Matricule          | Constructeur et date                                      | État actuel                                       | Origineet informations techniques |
| ----- | ------------------ | --------------------------------------------------------- | ------------------------------------------------- | --- |
|       | 244-02 "Esslingen" | Machinefabrik Essingen, no 5278 (1961)                    | Hors service (à vendre).                          | - 1962-1971 : Hüttenwerke Oberhausen, no 206 - 1971-1971 : Thyssen, no 244 - 1971-1994 : Eisenbahnd und Häfen GmbH, EH no 244 - 1994-2023 : Zuid-Limburgse Stoomtrein Maatschappij (ZLSM). - 10,5 m, 57 t, vitesse maximum : 60 km/h. - Capacité du réservoir à gazole : 0 000 L (00,0 m3).               |
|       | 248-08 "Sik"       | Werkspoor no 698 (1935)                                   | Opérationnelle                                    | - 1935-199? : NS, no 248 - 199?-20?? : Zuid-Limburgse Stoomtrein Maatschappij (ZLSM). - 7 m, 21 t, vitesse maximum : 60 km/h. - Capacité du réservoir à gazole : 0 000 L (00,0 m3). |
|       | 321-01 "Lommaert"  | Klockner-Humboldt Deutz, no 55634 (1954)                  | Hors service                                      | - 1954-1992 : Lommaert Walserij Producten B.V. - 1992-20?? : Zuid-Limburgse Stoomtrein Maatschappij (ZLSM). - 6 m, 16 t, vitesse maximum : 30 km/h. - Capacité du réservoir à gazole : 0 000 L (00,0 m3).                                                                                                 |
|       | 332-03 "Conrad"    | Arnold Jung Lokomotivfabrik, no 13800 (1964)              | Opérationnelle                                    | - 1965-1968 : Deutsche Bundesbahn, no 11187 - 1968-1994 : Deutsche Bundesbahn, no 332 187-4 - 1994-1996 : Deutsche Bahn, no 332187 - 1997-20?? : Zuid-Limburgse Stoomtrein Maatschappij (ZLSM). - 7 m, 22 t, vitesse maximum : 45 km/h. - Capacité du réservoir à gazole : 0 000 L (00,0 m3).             |
|       | 332-06 "Spaniol"   | Orenstein-Koppel & Lubecker Maschinenbau, no 26376 (1964) | Opérationnelle                                    | - 1964-1968 : Deutsche Bundesbahn, no 11139 - 1968-1995 : Deutsche Bundesbahn, no 332 139-5 - 1996-20?? : Zuid-Limburgse Stoomtrein Maatschappij (ZLSM). - 7 m, 24 t, vitesse maximum : 45 km/h. - Capacité du réservoir à gazole : 0 000 L (00,0 m3).                                                    |
|       | N4 LKM "Brandis"   | LKM Babelsberg (Allemagne), no 251127 (1956)              | Hors service                                      | - 1994-2016 : Metaalhandel Schotsmans. - 2016-20?? : Zuid-Limburgse Stoomtrein Maatschappij (ZLSM). - 6 m, 00 t, vitesse maximum : 00 km/h. - Capacité du réservoir à gazole : 0 000 L (00,0 m3). |
|       | 639-10 "Hippel"    | Dick Kerr Works, 1957                                     | Opérationnelle                                    | - 1957-1991 : NS, no 639 - 2004-20?? : Zuid-Limburgse Stoomtrein Maatschappij (ZLSM). - 9 m, 47 t, vitesse maximum : 30 km/h. - Capacité du réservoir à gazole : 0 000 L (00,0 m3). |
|       | 677-11 "Hippel"    | Dick Kerr Works, 1955                                     | Hors service (disponible pour pièces).            | - 1955-19?? : NS, no 612 - 19??-19?? : NS, no 677 - 19??-2007 : Railion, no 677 - 2007-20?? : Zuid-Limburgse Stoomtrein Maatschappij (ZLSM). - 9 m, 47 t, vitesse maximum : 30 km/h. |
|       | SM 130             | Klöckner-Humboldt-Deutz, 1958                             | Hors service (en cours de restauration complète). | - 2020-20?? : Zuid-Limburgse Stoomtrein Maatschappij (ZLSM). - 9,5 m, 48 t, vitesse maximum : 54 km/h. - Capacité du réservoir à gazole : 0 000 L (00,0 m3). |
|       | Laura-07           | Klockner-Humboldt Deutz, no 55895 (1954)                  | Opérationnelle                                    | - 1954-1987 : Ohler Eisenwerk, 1 - 1987-1999 : Laura Metaal Holding, no 61106 - 1999-2018 : Zuid-Limburgse Stoomtrein Maatschappij (ZLSM). - 2018-20?? : Prêtée à la "Stichting Koempels van de Domaniale". - 5 m, 14 t, vitesse maximum : 15 km/h. - Capacité du réservoir à gazole : 0 000 L (00,0 m3). |

### Autorails & remorques
| Photo | Matricule       | Constructeur et date,                   | État actuel    | Origine,et informations techniques |
| ----- | --------------- | --------------------------------------- | -------------- | --- |
|       | 179-05          | Allan Rotterdam, 1952                   | Hors service   | - 1953-1979 : NS, no 72 - 1979-1999 : NS, no 179 - 1999-20?? : Zuid-Limburgse Stoomtrein Maatschappij (ZLSM). - 45,5 m, 102 t, vitesse maximum : 105 km/h. - Capacité du réservoir à gazole : 0 000 L (00,0 m3). |
|       | 798-04          | Waggonfabrik Uerdingen, no 62002 (1956) | Opérationnel   | - 1956-1968 : Deutsche Bundesbahn, VT 98 9647 - 1968-1994 : Deutsche Bundesbahn, 798 647-4 - 1994-1995 : Deutsche Bahn, 798 647-4 - 1995 -20?? : Zuid-Limburgse Stoomtrein Maatschappij (ZLSM). - 56 places assises et 38 debout. - 14 m, 21 t, vitesse maximum : 90 km/h. - Capacité du réservoir à gazole : 0 000 L (00,0 m3).            |
|       | 798-09          | Waggonfabrik Uerdingen, no 66555 (1959) | Opérationnel   | - 1959-1968 : Deutsche Bundesbahn, VT 98 9668 - 1968-1987 : Deutsche Bundesbahn, 798 668-0 - 1987-2001 : Eisenbahnfreunde Betzdorf, 798 668-0 - 2001-2003 : Hochwaldbahn, VT 53 - 2003-20?? : Zuid-Limburgse Stoomtrein Maatschappij (ZLSM). - 14 m, 70 t, vitesse maximum : 90 km/h. - Capacité du réservoir à gazole : 0 000 L (00,0 m3). |
|       | Remorque 998-52 | Orion, no 98180 (1955)                  | Opérationnelle | - 19??-19?? : Deutsche Bundesbahn, VB 998-133 - 19?? -20?? : Zuid-Limburgse Stoomtrein Maatschappij (ZLSM). - 14 m, 70 t, vitesse maximum : 90 km/h. |
|       | Remorque 998-53 | Rathgeber, no 20.302/21 (1962)          | Hors service   | - 19??-19?? : Deutsche Bundesbahn, VB 998-306 - 19?? -20?? : Zuid-Limburgse Stoomtrein Maatschappij (ZLSM). - 14 m, 10 t, vitesse maximum : 90 km/h. |

### Tram
| Photo | Matricule | Constructeur et date | État actuel                  | Origineet informations techniques |
| ----- | --------- | -------------------- | ---------------------------- | --- |
|       | LTM 610   | Beijnes, 1931        | Prêté à la Tramweg-Stichting | - 1931-1936 : Limburgsche Tramweg Maatschappij, 2610 - 1936-1950 : Limburgsche Tramweg Maatschappij, 610 1950-1965 : Haagsche Tramweg Maatschappij, 90 - 1965-1973 : ? - 1973-1975 : Tramweg-Stichting - 1975-2010 : Spoorwegmuseum - 14,5 m, 28,6 t, vitesse maximum : 105 km/h. |

### Voitures à voyageurs et fourgons
| Photo | Matricule                                              | Constructeur et date                                               | État actuel    | Origine& informations techniques |
| ----- | ------------------------------------------------------ | ------------------------------------------------------------------ | -------------- | --- |
|       | Voiture K1 - A (1er classe) - no 21.040-01             | La Brugeoise (Bruges - Belgique), 1934                             | Opérationnelle | - Voiture originaire de la SNCB. - 23 m, 43 t, vitesse maximum : 120 km/h. - 52 places assises + 2 compartiments de 6 places assises + 6 strapontins. - Cette voiture porte une livrée du "ZLSM". - Numéro UIC : 50 88 39-66 002-6.           |
|       | Voiture K1 - A (1er classe) - no 21.016-02             | Baume et Marpent (Morlanwelz - Belgique), 1934                     | Opérationnelle | - Voiture originaire de la SNCB. - 23 m, 43 t, vitesse maximum : 120 km/h. - 52 places assises + 2 compartiments de 6 places assises + 6 strapontins. - Cette voiture porte une livrée du "ZLSM". - Numéro UIC : 50 88 18-40 016-0.           |
|       | Voiture K1 - A (1er classe) - no 21.020-03             | Baume et Marpent (Morlanwelz - Belgique), 1934                     | Opérationnelle | - Voiture originaire de la SNCB. - 23 m, 43 t, vitesse maximum : 120 km/h. - 52 places assises + 2 compartiments de 6 places assises + 6 strapontins. - Numéro UIC : 50 88 18-40 020-2.                                                       |
|       | Voiture K1 - A (1er classe) - no 21.031-04             | Baume et Marpent (Morlanwelz - Belgique), 1934                     | Opérationnelle | - Voiture originaire de la SNCB. - 23 m, 43 t, vitesse maximum : 120 km/h. - 52 places assises + 2 compartiments de 6 places assises + 6 strapontins. - Cette voiture porte une livrée du "ZLSM". - Numéro UIC : 50 88 18-40 031-9.           |
|       | Voiture K1 - A (1er classe) - no 21.035-05             | La Brugeoise (Bruges - Belgique), 1934                             | Opérationnelle | - Voiture originaire de la SNCB. - 23 m, 43 t, vitesse maximum : 120 km/h. - 52 places assises + 2 compartiments de 6 places assises + 6 strapontins. - Cette voiture porte une livrée du "ZLSM". - Numéro UIC : 50 88 18-40 035-0.           |
|       | Voiture K1 - A (1er classe) - no 21.010-06             | Baume et Marpent (Morlanwelz - Belgique), 1934                     | Opérationnelle | - Voiture originaire de la SNCB. - 23 m, 43 t, vitesse maximum : 120 km/h. - 52 places assises + 2 compartiments de 6 places assises + 6 strapontins. - Cette voiture porte une livrée du "ZLSM". - Numéro UIC : 50 88 18-40 010-3.           |
|       | Voiture K1 - A (1er classe) - no 21.028-07             | La Brugeoise (Bruges - Belgique), 1934                             | Opérationnelle | - Voiture originaire de la SNCB. - 23 m, 43 t, vitesse maximum : 120 km/h. - 52 places assises + 2 compartiments de 6 places assises + 6 strapontins. - Numéro UIC : 50 88 39-48 002-9.                                                       |
|       | Voiture K1 - AD (1er classe + fourgon) - no 28.106-11  | Ateliers métallurgiques de Nivelles (Belgique), 1934               | Opérationnelle | - Voiture originaire de la SNCB. - 23 m, 42 t, vitesse maximum : 120 km/h. - 50 places assises au total. - Numéro UIC : 50 88 81-48 006-7. |
|       | Voiture K1 - BD (2ème classe + fourgon) - no 29.127-21 | SA Arme et Usines de Braine-le-Comte (Belgique), 1934              | Opérationnelle | - Voiture originaire de la SNCB. - 23 m, 42 t, vitesse maximum : 120 km/h. - 69 places assises au total (transformée en voiture-buffet avec 54 places assises). - Cette voiture porte une livrée du "ZLSM". - Numéro UIC : 50 88 82-48 014-0. |
|       | Voiture K3 - no 21.418-31                              | Ateliers Central de Malines (Belgique), 1957                       | Opérationnelle | - Voiture originaire de la SNCB. - 23 m, 36 t, vitesse maximum : 140 km/h. - 108 places assises au total. - Numéro UIC : 50 88 21-48 317-1. - Cédé en 2018 au Stoomtrein Dendermonde-Puurs (Belgique).                                        |
|       | Voiture K3 - no 22.476-32                              | Ateliers Central de Malines (Belgique), 1957                       | Opérationnelle | - Voiture originaire de la SNCB. - 23 m, 36 t, vitesse maximum : 140 km/h. - 108 places assises au total. - Numéro UIC : 50 88 21-48 375-9. - Cédé en 2018 au Stoomtrein Dendermonde-Puurs (Belgique).                                        |
|       | Fourgon no 77.015                                      | Le Roeulx (Belgique), 1934                                         | Opérationnelle | - Voiture originaire de la SNCB. - 14 m, 31 t, vitesse maximum : 120 km/h. - Numéro UIC : 50 88 92-66 905-4. - Cédé en 2018 au Stoomtrein Dendermonde-Puurs (Belgique).                                                                       |
|       | Voiture Pullman - no 4129 (2e classe).                 | The Métropolitain Carriage & Wagon (Birmingham - Angleterre), 1927 | Opérationnelle | - Voiture originaire de la CIWL. - Ancienne voiture du célèbre train "Étoiles du Nord" (entre Paris-Bruxelles-Amsterdam). - 34 m, 54 t, vitesse maximum : 120 km/h. - Acquise en 2002.                                                        |
|       | WR (Wagon-Restaurant) - no 4268 (2e classe).           | The Métropolitain Carriage & Wagon & Breda (Milan - Italie), 1927  | Opérationnelle | - Voiture originaire de la CIWL. - Ancienne voiture du célèbre train "Étoiles du Nord" (entre Paris-Bruxelles-Amsterdam). - 23 m, 53 t, vitesse maximum : 160 km/h.                                                                           |
|       | Plan-E no 6904-61                                      | Beijnes, 1955                                                      | Opérationnelle | - Voiture originaire des NS. - 23 m, 66 t, vitesse maximum : 120 km/h. |

### Engins divers
| Photo | Matricule                 | Constructeur et date                   | État actuel  | Origine& informations techniques                                                               |
| ----- | ------------------------- | -------------------------------------- | ------------ | ---------------------------------------------------------------------------------------------- |
|       | Grue à vapeur - no A310/6 | Cowans Sheldon & Co (Angleterre), 1905 | Hors service | - SNCB - 8 m, 55 t, vitesse maximum : 25 km/h. - Capacité de charge : 20 t. - Acquise en 2008. |

### Wagons de marchandises
| Photo | Matricule                       | Constructeur et date               | État actuel  | Origine& informations techniques |
| ----- | ------------------------------- | ---------------------------------- | ------------ | --- |
|       | GTO Es no 225 (552-26).         | Werkspoor, 1957                    | Opérationnel | - NS (01 84 552 2 032-9). - Ancien wagon à charbon de type tombereau (wagon à benne basculante). - 9 m, 11,6 t, vitesse maximum : 100 km/h. - Restauré et repeint en 2023. |
|       | GTO Es no 225                   | Werkspoor, 1957                    | Opérationnel | - NS (01 84 552 2 029-5). - Ancien wagon à charbon de type tombereau (wagon à benne basculante). - 9 m, 11,6 t, vitesse maximum : 100 km/h. - Restauré et repeint en 2023. |
|       | Wagon à charbon no 317 (317-40) | Talbot Aachen, date inconnue.      | Opérationnel | - DSM (317). - Ancien wagon à charbon. - Acquis en 2004. |
|       | Voiture d'assistance no 2665    | Winschoter Machinefabriek SA, 1958 | Opérationnel | - 1958-1996 : NS. - Voiture d'assistance de fin de convoi (wagon d'escorte). - Acquise en 1996. - 8,4 m, 12 t, vitesse maximum : 80 km/h.                                  |

## Le matériels roulants mis en prêt
La liste qui suit est exhaustives et doivent être complétées ou actualisées au fil du temps (dernière actualisation en janvier 2024) ...

### Locomotive à vapeur
- La (040T) no 57 dite "BONNE" (1943). Mise en prêt par le Hoogovens Stoom IJmuiden (près d'Amsterdam) depuis début 2023.

### Locomotive diesel
- La NS 2215 (1955). Mise en prêt par le Spoorwegenmuseum (musée national) depuis 2023.